# Quicena (kommunhuvudort)
Quicena är en kommunhuvudort i Spanien.   Den ligger i provinsen Provincia de Huesca och regionen Aragonien, i den nordöstra delen av landet, 300 km nordost om huvudstaden Madrid. Quicena ligger 477 meter över havet och antalet invånare är 271.
Terrängen runt Quicena är platt åt sydväst, men åt nordost är den kuperad. Runt Quicena är det mycket glesbefolkat, med 5 invånare per kvadratkilometer. Närmaste större samhälle är Huesca, 4,2 km väster om Quicena. Trakten runt Quicena består till största delen av jordbruksmark.